# Acridófago
Se llama acridófago al que se alimenta de langostas (familia Acrididae). 
Se denominan pueblos acridófagos a ciertos pueblos que se alimentan de estos insectos. Los autores antiguos citan entre ellos a un pueblo de Etiopía. Los hebreos comían también carne de langosta. Plinio el Viejo habla de los acridófagos del país de los partos. Entre los griegos, la plebe comía grillos o langostas y así también se decía de algunos pueblos árabes, persas, libios y mauritanos.